# Житомир (муніципальний футбольний клуб)
Муніципальний футбольний клуб «Житомир» — колишній український футбольний клуб з міста Житомира.

## Історія
Клуб було створено 2005 року, після того як головна команда області «Полісся» припинила своє існування. Після цього майбутній президент клубу Геннадій Забродський звернувся до міської влади і зокрема до міського голови Житомира того періоду Георгія Буравкова з ідеєю створення муніципальної футбольної команди. Міська влада ідею підтримала, і клуб було створено. Створена на базі аматорського житомирського «Арсеналу» команда взяла участь у найближчому чемпіонаті області, а восени заявилася у другу лігу. Через рік в Житомирі відбулися вибори міського голови, які Георгію Буравкову виграти не вдалося. Нова влада підтримувати команду не хотіла, внаслідок чого клуб оголосив себе банкрутом, команду було знято зі змагань у другій лізі після 19-го туру і розформовано. Частина гравців перейшла в інший житомирський клуб «Житичі».
Президент МФК «Житомир» Геннадій Забродський реорганізував клуб в дитячий, на базі місцевої ДЮСШ.
В середині 2008 року спробували відродити професіональний клуб. З такою ідеєю до міської ради звернувся все той же Геннадій Забродський. Депутати пішли назустріч цій ініціативі.

## Всі сезони в незалежній Україні
| Сезон   | Чемпіонат     | Чемпіонат | Чемпіонат | Чемпіонат | Чемпіонат | Чемпіонат | Чемпіонат | Чемпіонат | Кубок           | Кубок | Кубок | Кубок | Кубок | Кубок | Кубок | Примітка |
| Сезон   | Ліга          | Місце     | І         | В         | Н         | П         | М         | О         | Етап            | І     | В     | Н     | П     | М     | О     | Примітка |
| ------- | ------------- | --------- | --------- | --------- | --------- | --------- | --------- | --------- | --------------- | ----- | ----- | ----- | ----- | ----- | ----- | -------- |
| 2005/06 | Друга Група А | 14 з 16   | 28        | 3         | 2         | 23        | 16−38     | 11        | Попередній етап | 1     | 0     | 0     | 1     | 0−1   | 0     |          |
| Всього  | Друга         | 1 сезон   | 28        | 3         | 2         | 23        | 16−38     | 8         | >1 сезон        | 1     | 0     | 0     | 1     | 0−1   | 0     |          |